# Jelcyn, Jelcyn czego chcesz
Jelcyn, Jelcyn czego chcesz – studyjny album Toy Boys i Shazzy wydany przez Euro Conncetion w 1994 roku. Muzyka i słowa: Shazza, Tomasz Samborski.

## Lista utworów
1. Jelcyn, Jelcyn
2. Dziewczyna supermaszyna
3. Anna i Ewa
4. Zapomniałam
5. Czego chcesz
6. Raczej nie
7. Jesteś moim ideałem
8. Sex appeal
9. Żegnaj mała
10. Stop, stop
11. Pomóż
12. Bossa nova
13. Jelcyn, Jelcyn